# Mohamed Ibrahim El-Sayed
Mohamed Ibrahim El-Sayed (født 16. marts 1998) er en egyptisk bryder, der konkurrerer i græsk-romersk stil.
Han repræsenterede Egypten ved sommer-OL 2020 i Tokyo, hvor han tog bronze i 67 kg.